# Christian Dürr
Christian Dürr (ur. 18 kwietnia 1977 w Delmenhorst) – niemiecki polityk i ekonomista, poseł do landtagu w Dolnej Saksonii i do Bundestagu, w latach 2021–2025 przewodniczący frakcji Wolnej Partii Demokratycznej (FDP) w Bundestagu, a od 2025 przewodniczący tej partii.

## Życiorys
W 1997 zdał egzamin maturalny w Ganderkesee, po czym odbył służbę zastępczą w Niemieckim Czerwonym Krzyżu w Bremie. Studiował ekonomię na Uniwersytecie Hanowerskim, dyplom ekonomisty uzyskał w 2007. Przez kilka lat był udziałowcem spółki prawa handlowego.
W latach 1995–2013 należał do organizacji Junge Liberale, był m.in. przewodniczącym tej młodzieżówki w Dolnej Saksonii (2002–2003). W 1996 wstąpił do Wolnej Partii Demokratycznej. W 2000 wszedł w skład zarządu krajowego FDP, powoływany również w skład prezydium federalnych struktur partii. W latach 2003–2017 był posłem do landtagu w Dolnej Saksonii, a od 2009 do 2017 przewodniczącym frakcji FDP w tym gremium.
W 2017 po raz pierwszy uzyskał mandat deputowanego do Bundestagu. Utrzymał go na kolejną kadencję w wyborach w 2021. W latach 2017–2021 był wiceprzewodniczącym frakcji FDP (odpowiedzialnym za sprawy budżetu i finansów), a od 2021 pełnił funkcję jej przewodniczącego. W 2025 jego ugrupowanie nie przekroczyło progu wyborczego i utraciło poselską reprezentację. W maju tego samego roku na kongresie FDP został wybrany na nowego przewodniczącego partii; zastąpił na tym stanowisku Christiana Lindnera.